# Arnoglossum sulcatum
Arnoglossum sulcatum là một loài thực vật có hoa trong họ Cúc. Loài này được (Fernald) H.Rob. mô tả khoa học đầu tiên năm 1974.